# 印度南氏魚
印度南氏魚（学名：Nansenia indica）為輻鰭魚綱水珍魚目小口兔鮭科的其中一種，為深海魚類，分布於西印度洋莫三比克海域，棲息深度0-430公尺，體長可達10.7公分，棲息在中層水域，生活習性不明。
其种加词“indica”意为“印度的”。